# Kentaro Suzuki
Kentaro Suzuki (鈴木 健太郎 Suzuki Kentaro?, nacido el 2 de junio de 1980 en Hokkaido) es un exfutbolista japonés. Jugaba de defensa y su último club fue el Ventforet Kofu de Japón.

## Trayectoria

### Clubes
| Club              | País  | Año         |
| ----------------- | ----- | ----------- |
| Shonan Bellmare   | Japón | 1999 - 2000 |
| Montedio Yamagata | Japón | 2001 - 2002 |
| Tokyo Verdy       | Japón | 2003        |
| Albirex Niigata   | Japón | 2003 - 2006 |
| Ventforet Kofu    | Japón | 2007        |

## Palmarés

### Títulos nacionales
| Título    | Club            | País  | Año  |
| --------- | --------------- | ----- | ---- |
| J2 League | Albirex Niigata | Japón | 2003 |